# Йохан Йорген Холст
Йоган Йорген Хольст (29 листопада 1937 — 13 січня 1994) —
норвезький політик, представник лейбористів, найбільш
відомий своєю участю в угодах в Осло.
Холст був міністром оборони з 1987 по 1989 рік і з 1990 по квітень 1993 року. Потім він став міністром закордонних справ, і обіймав цю посаду до самої смерті. Під час роботи в Міністерстві закордонних справ він брав активну участь у процесі, який призвів до угод в Осло. У грудні 1993 року він переніс легкий інсульт і був госпіталізований. Він так і не одужав повністю і помер через місяць. Пізніше його дружина Маріанна Гейберг сказала, що він до смерті працював мирним процесом.
На його пам'ять місто Газа створило Холст-парк, центр
активності для дітей Гази від 6 до 16 років. Холст отримав
освіту в Катедральній школі Осло, де він склав examen artium (
назва академічної сертифікації, яку видають у Данії та Норвегії, що дає студенту право на вступ до університету) у 1956 році.
Потім він пройшов обов'язкову військову службу на престижній
російськомовній програмі збройних сил Норвегії. Потім він
навчався в Колумбійському коледжі Колумбійського
університету, де отримав ступінь бакалавра. У 1960 році, і де
він був удостоєний премії Джона Джея за видатні професійні
досягнення невдовзі після його смерті — вперше премія була
вручена посмертно [1]. Через шлюб пан Хольст був дядьком
Єнса Столтенберга, прем'єр-міністра Норвегії в центральних
частинах 2000-х років. Друзі Ізраїлю в норвезькому робітничому
русі (норвезька: Venner av Israel i Norsk Arbeiderbevegelse)
посадили в Ізраїлі ліс на його пам'ять.